# 219 Thusnelda
219 Thusnelda este un asteroid din centura principală, descoperit pe 30 septembrie 1880, de Johann Palisa.